# Hiller Ten99

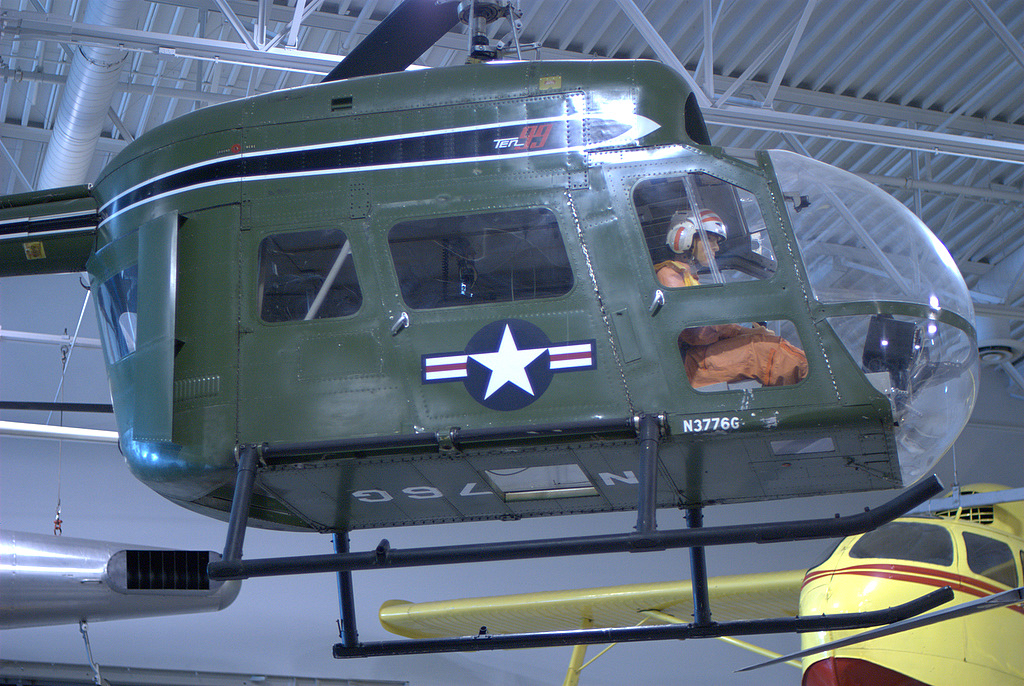
Hiller Helicopter

Der Hiller Ten99 war ein 1961 gebauter Versuchshubschrauber. Das sechssitzige Modell war mit einer Gasturbine ausgerüstet und entsprach in seinen Komponenten weitestgehend den anderen Hiller-Modellen, verfügte aber über eine wesentlich größere Kabine.
In einem Vergleichsfliegen unterlag er gegenüber dem Bell UH-1 Huey. Eine Version für den zivilen Markt wurde vorgeschlagen, aber nicht ausgeführt. Schließlich wurde das Projekt aufgegeben.

## Technische Daten
| Kenngröße        | Daten                                     |
| ---------------- | ----------------------------------------- |
| Triebwerk        | ein Pratt & Whitney Canada PT6 mit 410 kW |
| Rotordurchmesser | 10,86 m                                   |
| Länge            | 12,57 m                                   |
| Höhe             | 3,18 m                                    |
| Startgewicht     | 1588 kg                                   |
| Leergewicht      | 862 kg                                    |

## Quelle
- G.Apostolo „The Illustrated Encyclopedia of Helicopters“, 1984